# Kyokutei Bakin
Takizawa Okikuni (瀧澤興邦?), más conocido por el seudónimo de Kyokutei Bakin (曲亭馬琴?) (4 de julio de 1767 - 1 de diciembre de 1848) fue un escritor japonés. 

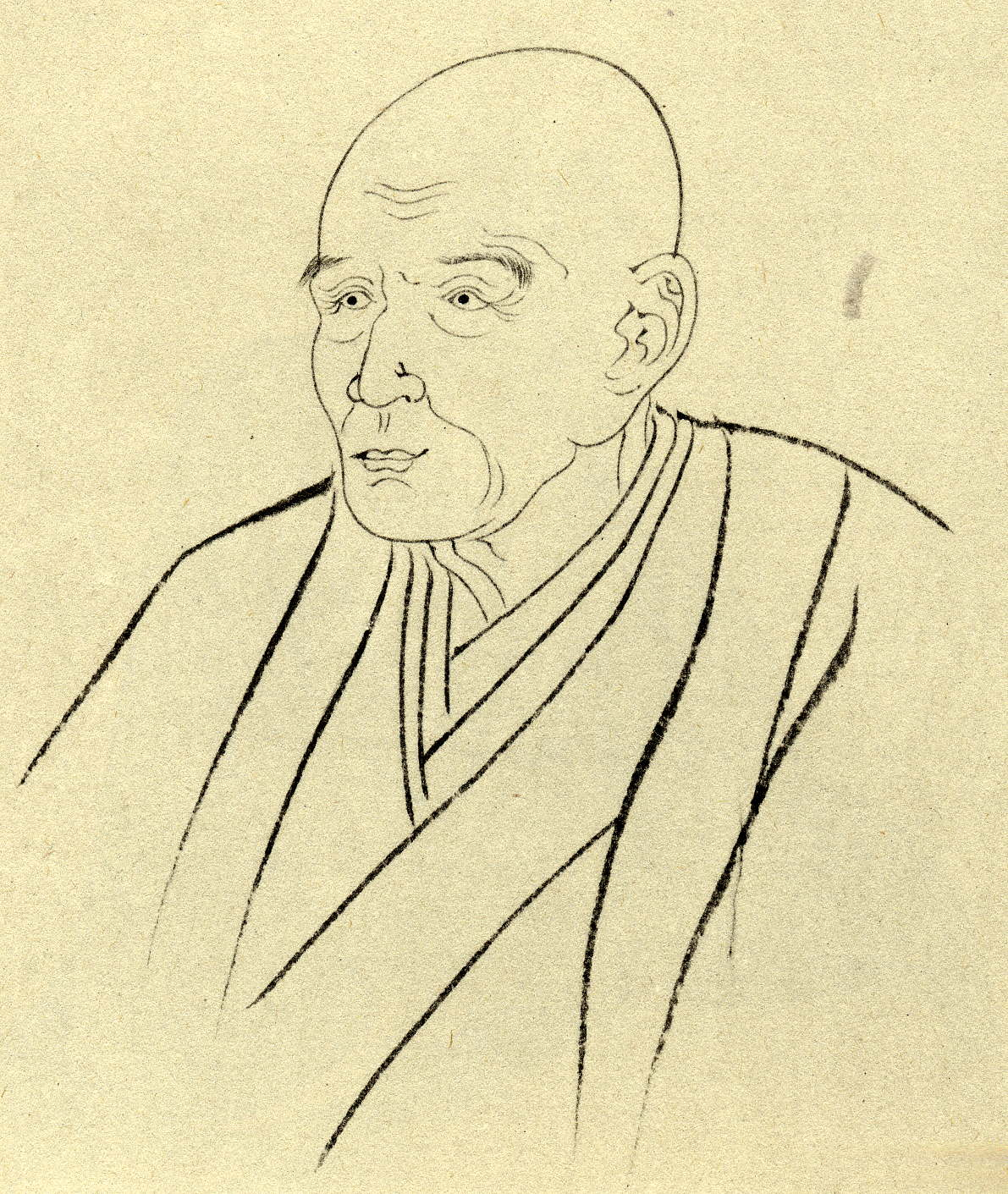
Kyokutei Bakin, retratado por Utagawa Kunisada.

Nació en una familia samurái, pero renunció a su posición para dedicarse a escribir. 
Su obra principal es Satomi y los ocho perros (南総里見八犬傳 Nansō Satomi Hakkenden?), de 106 volúmenes, que le llevó 28 años completar a causa de una ceguera. En esta obra se centra en temas samuráis como la lealtad y el honor, así como el confucianismo y la filosofía budista.

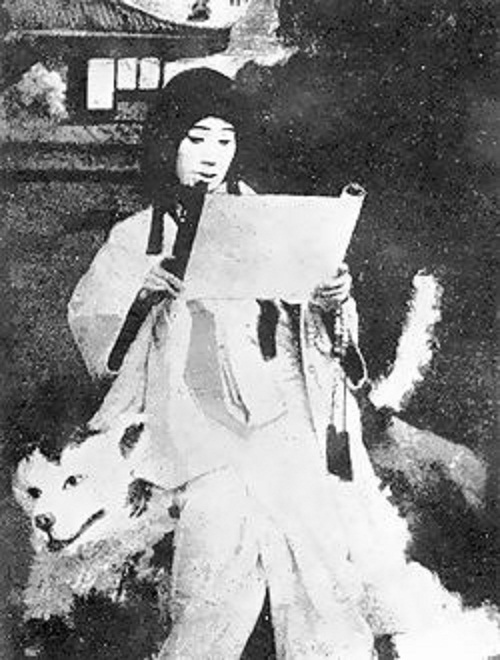
El actor Teijirō Tachibana (立花貞二郎: 1893 - 1918) representando un personaje femenino en una adaptación de 1913 de Satomi y los ocho perros.